# Унутрашњи коси трбушни мишић
Унутрашњи коси трбушни мишић (УКТМ) или мањи коси трбушни мишић један је од парних  мишића који формирају предњи трбушни зид. Он лежи испод спољашњег косог трбушног мишића а непосредно изнад попречног трбушног мишића. Својим доњим делом доприноси формирању ингвиналног лигамента. УКТМ потиче целом дужином од лумбалне фасције, почев од предње две трећине међулиније илијачног гребена и од бочних две трећине браздасте горње површине ингвиналног лигамента. УКТМ се умеће у доњу ивицу ребрених хрскавица доња три ребра (од 10 до 12 ребра) и у континуитету је са унутрашњим м еђуребарним мишићима. На нивоу 9. ребрене хрскавице, која се спаја на средњој трбушној линији са линијом алба УКТМ постаје апонеуротичан.

## Анатомија
УКТМ лежи дубоко у спољашњем косом трбушном мишићу и површински је у односу на попречни трбушни  мишић . Представља наставак слоја унутрашњих међуребарних (интеркосталних) мишића грудног коша. Мишићна влакна пролазе у супермедијалном правцу. Латерално је мишићав а медијално формира апонеурозу која се на средњој линији спаја у линију албу.
Унутрашњи коси трбушни мишић има слободну доњу границу, у поређењу са спољашњим косим тбушним мишићем који има слободну задњу границу која чини предњу границу Пртитовог лумбалног троугла. Слободна доња граница унутрашњег косог трбушног мишића налази се испред дубоког ингвиналног прстена. Извија се над семеном врпцом – бочно се налазе мишићна влакна испред пупчане врпце, а медијално иза пупчане врпце се налазе тетивна влакна. Са доње стране, везује се за пектинеалну линију са попречном апонеурозом, која формира спојну тетиву.
Испод нивоа ребарне ивице и изнад лучне линије, унутрашња коса апонеуроза се цепа спреда и позади око мишића ректуса и формира предњу и задњу овојницу ректуса. Испод лучне линије све три апонеурозе (спољна и унутрашња коси и трансверсус) конвергирају антериорно. Изнад лучне линије налази се задњи омотач, а испод ове линије га нема. Лучна линија се формира 2,5 цм испод нивоа пупка (или, користећи површинске оријентире, на средини између пупка и стидног гребена).
Инервација
Унутрашњи коси трбушни мишић инервишу доњи интеркостални нерви,  илиохипогастрични нерв и илиоингвинални нерв .

## Функција
Заједно са осталим мишићима трбушног зида, унутрашњи коси мишић савија труп и доводи до компресије трбушног садржаја, што помаже у присилном издисању притиском на доња ребра и  у одржавању интраабдоминалног притиска током дефекације, мокрења и порођаја.
Као помоћни мишић дисања УКТМ, делује као антагонист (противник) дијафрагми помажући да се смањи запремина грудног коша током издисаја. Када се дијафрагма скупи, она повлачи доњи зид грудног коша надоле, повећавајући запремину плућа која се затим пуне ваздухом. Супротно томе, када се унутрашњи коси трбушни мишићи скупљају, они стисну органе абдомена, потискујући их уз дијафрагму која се враћа назад у грудни кош, смањујући запремину плућа испуњених ваздухом, што омогућава издисај.
Друго,  контракција УКТМ изазива ипсилатералну ротацију и бочно савијање. Делује са спољашњим косим мишићем супротне стране да би се постигло торзионо кретање трупа. На пример, десна унутрашња косина и лева спољашња косина се скупљају док се торзо савија и ротира како би усмерио лево раме ка десном куку. Из тог разлога, унутрашњи коси трбушни мишићи се називају „ротатори на истој страни“.

## Галерија
- Дијаграм попречног пресека задњег трбушног зида, који показује диспозицију лумбодорзалне фасције.
- Дијаграм омотача ректуса.
- Дијаграм попречног пресека кроз предњи трбушни зид, испод линеа семицирцуларис.
- Феморални омотач отворен да покаже своја три преграде.
- Лумбални троугао
- Унутрашњи коси мишић стомака. Предњи трбушни зид. Дубока дисекција. Поглед са предње стране